# Castelo de Bilstein
O Château de Bilstein é um castelo em ruínas na comuna de Riquewihr no Haut-Rhin département, na França.
O castelo data do século XII, e teve intervenções de novas obras de construção no século XIV. O castelo foi destruído em 1636. Está classificado desde 1898 como monumento histórico pelo Ministério da Cultura da França.